# Jinpūkaku
Jinpūkaku (仁風閣 Jinpūkaku) es un edificio de estilo occidental y neorrenacentista francés situado en Tottori, en la prefectura homónima, Japón. Fue la residencia del clan de Ikeda y actualmente es una casa-museo abierta al público.

## Historia
Jinpūkaku fue encargado en 1906 por el 14º señor del clan Ikeda, Nakahiro Ikeda. La residencia fue diseñada por el arquitecto del período Meiji Katayama Tokuma, y abarca 1.046 metros cuadrados. Se terminó en 1907. Jinpūkaku se asemeja a otros edificios de Tokuma como el Museo Nacional de Nara (1894) y el Palacio Akasaka (1909). Costó 43.335 yenes de construir. Jinpūkaku fue construido en las proximidades de las ruinas del castillo Tottori, que durante mucho tiempo fue controlado por el clan Ikeda. Después del período Meiji, la ciudad de Tottori lo utilizó como lugar de uso público.

## Galería

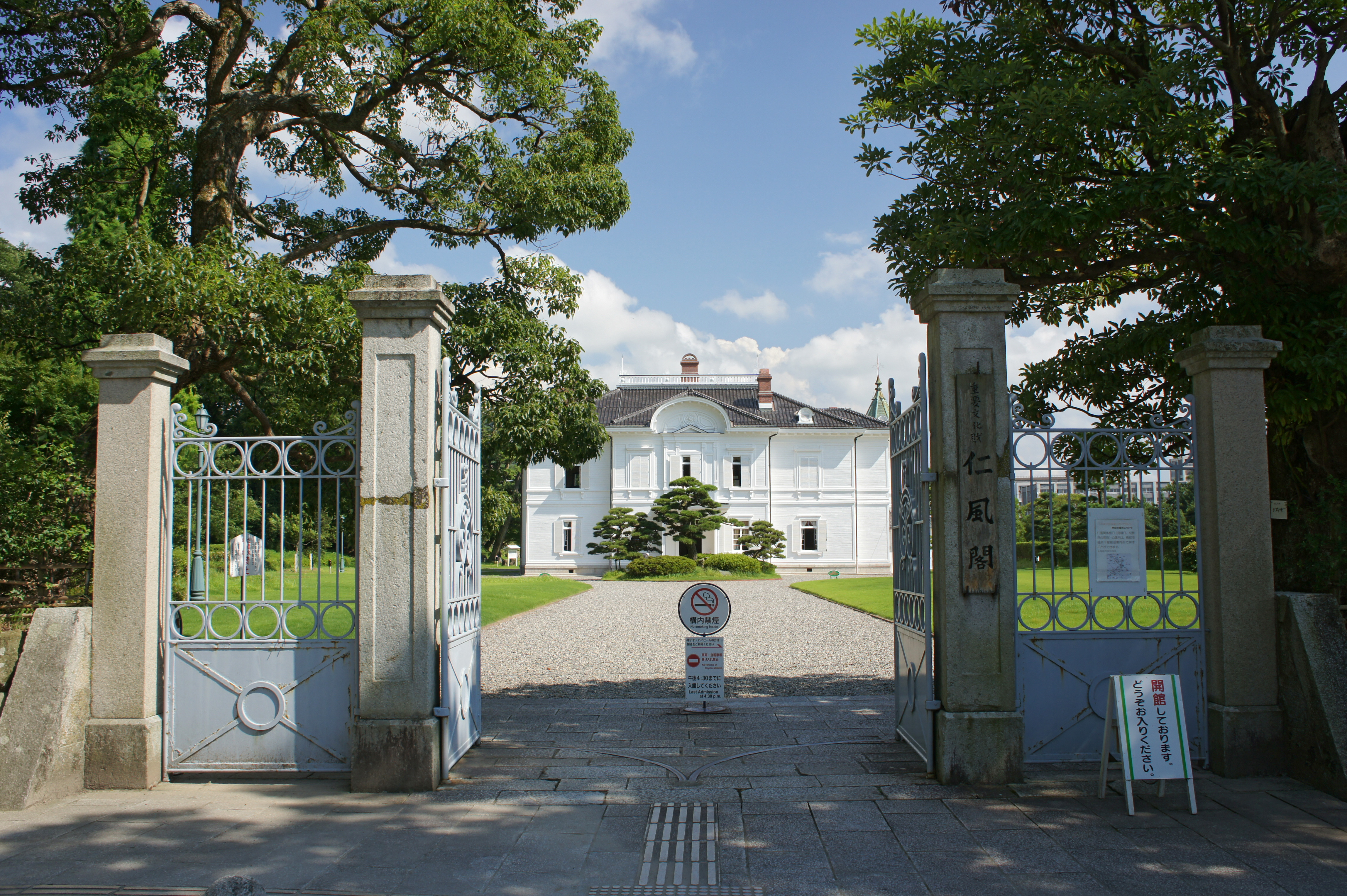
Puerta de entrada.
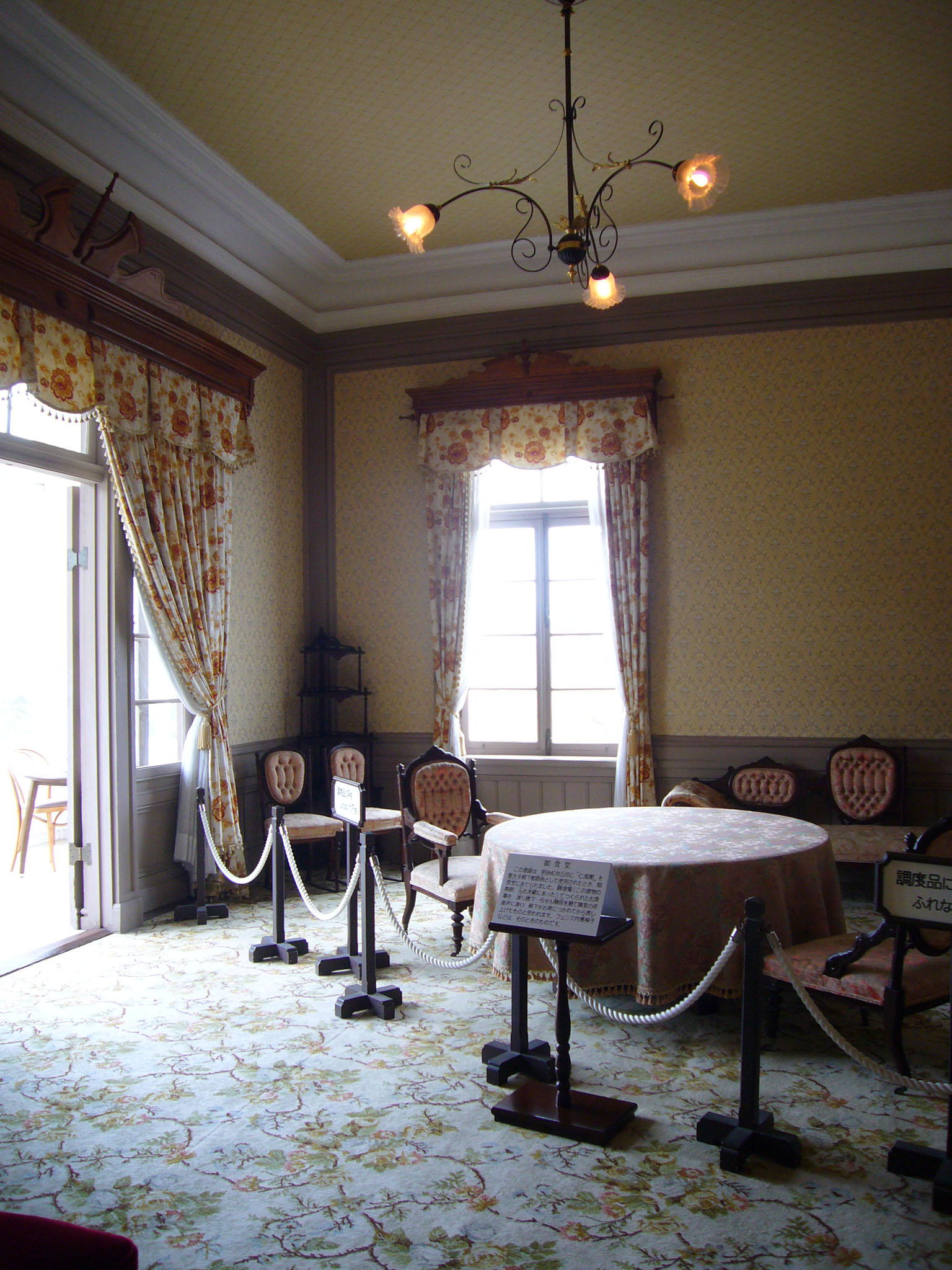
Comedor.
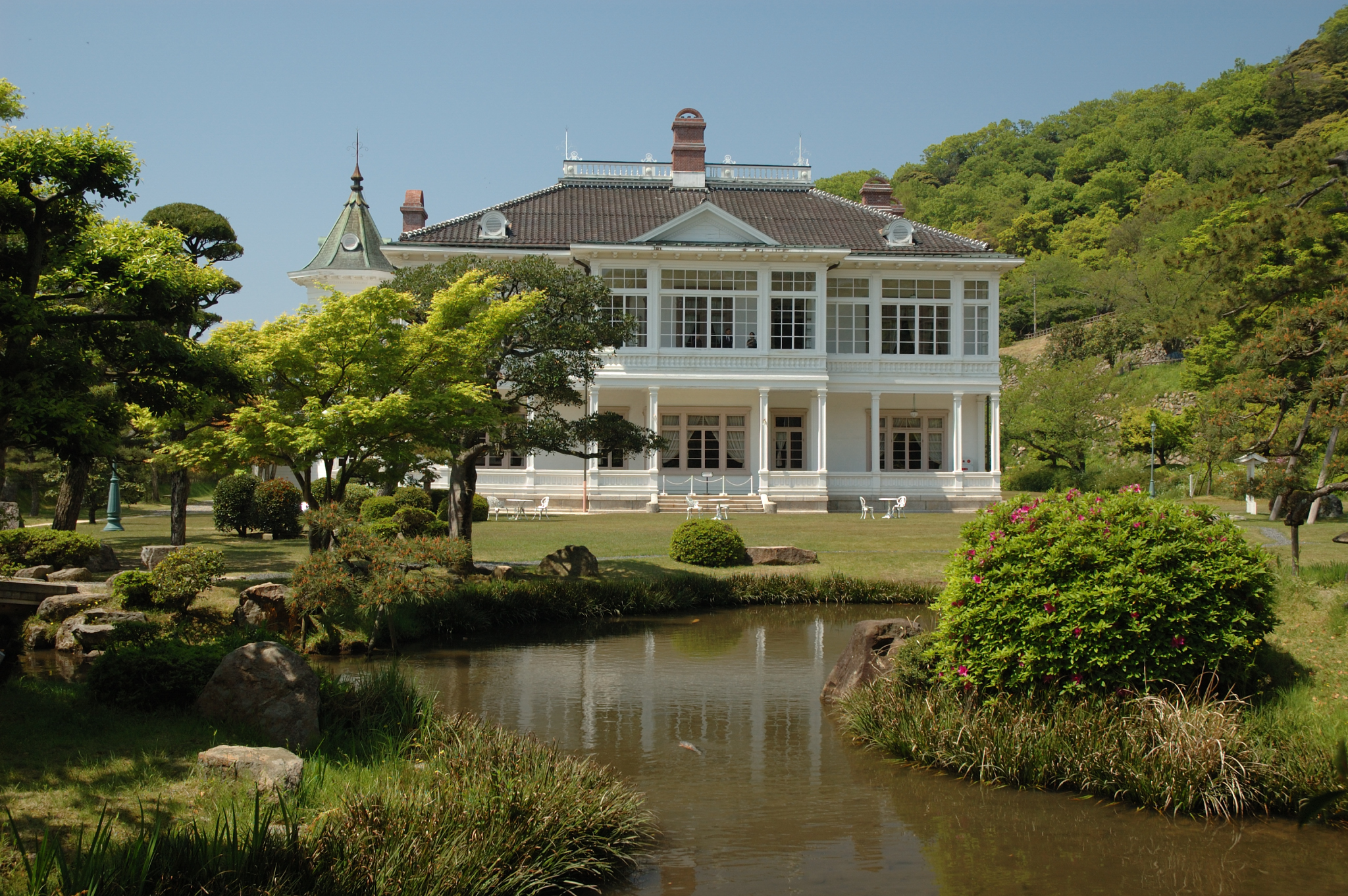
Jardín Japonés y fachada.
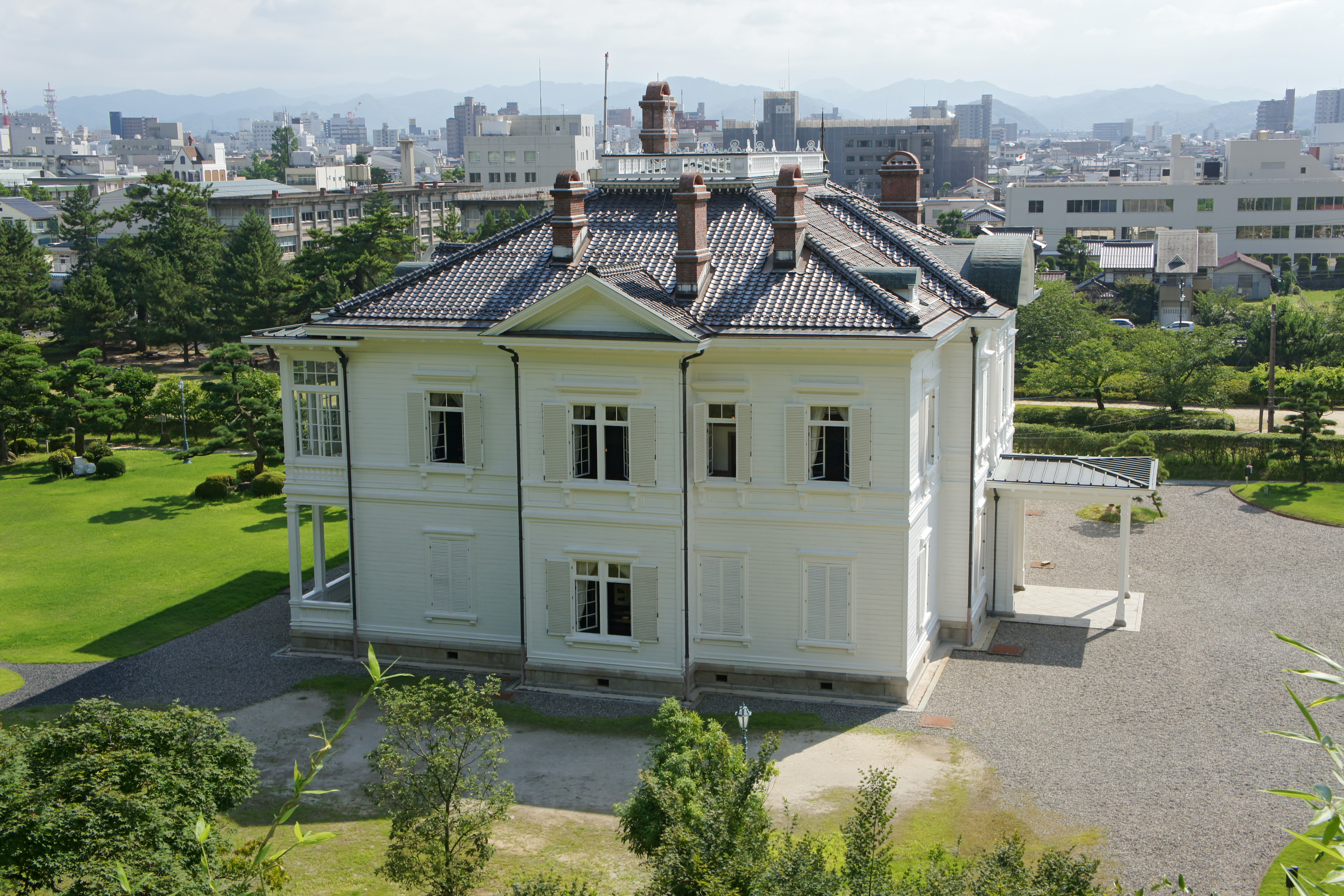
Jinpūkaku junto con Tottori.
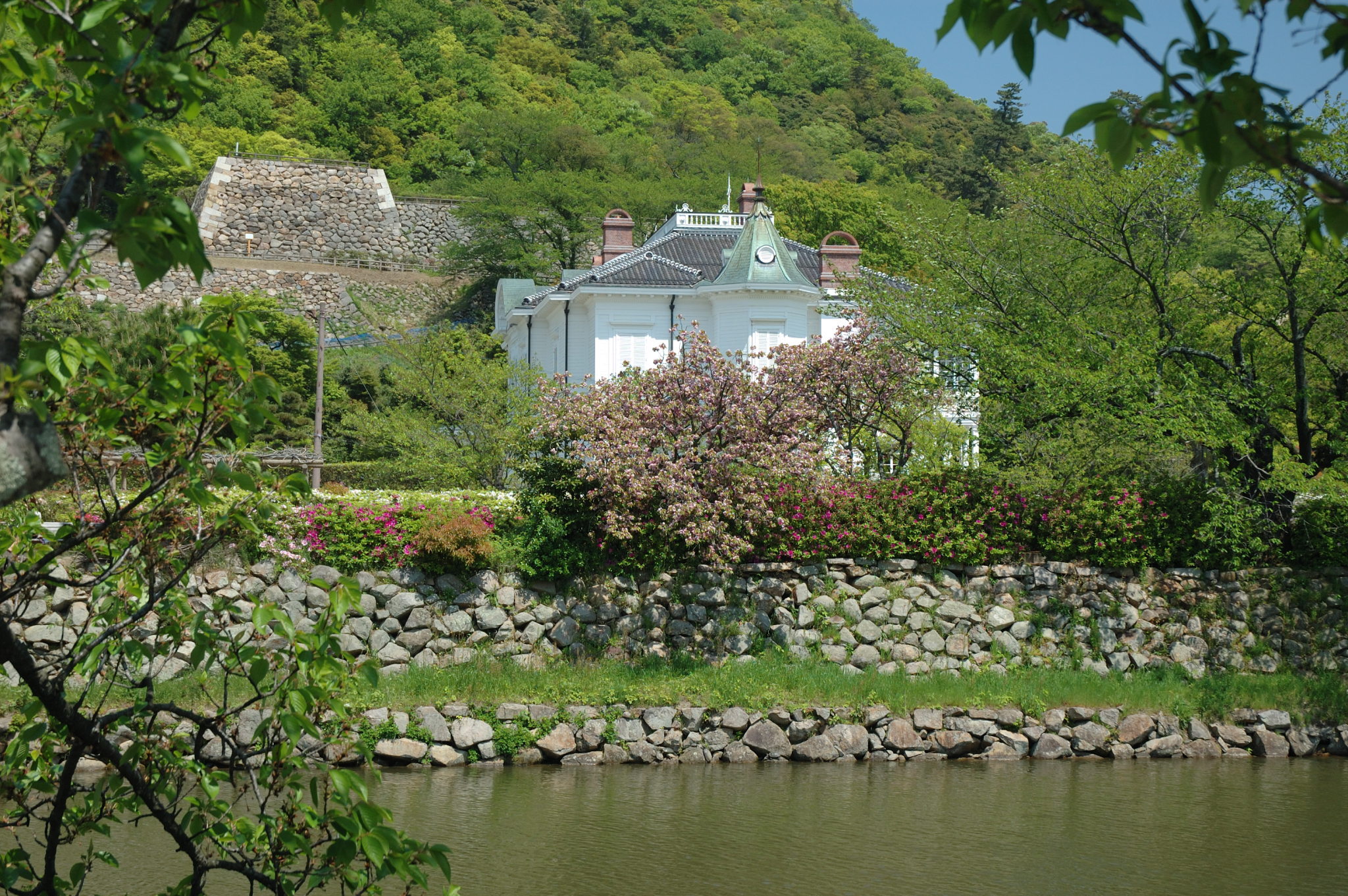
Las ruinas del castillo Tottori junto con el Jinpūkaku.

- Datos: Q6202742
- Multimedia: Jinpukaku / Q6202742